# هوارد كينغ
هوارد كينغ (بالإنجليزية: Howard King)‏ هو حكم كرة قدم بريطاني، ولد في 1 سبتمبر 1946 في Merthyr Tydfil ‏ في المملكة المتحدة.

## روابط خارجية
- هوارد كينغ على موقع Soccerway.com (الإنجليزية)